# لامونت باغباي
لامونت باغباي هو سياسي أمريكي، ولد في 21 ديسمبر 1976 في ريتشموند في الولايات المتحدة. نشط حزبياً في الحزب الديمقراطي. وقد انتخب عضو مجلس نواب فرجينيا ‏ عن دائرة Virginia's 74th House of Delegates district ‏.